# Jean Hengen
Jean Hengen (Dudelange, 23 novembre 1912 – Lussemburgo, 29 gennaio 2005) è stato un arcivescovo cattolico lussemburghese.

## Biografia
Monsignor Jean Hengen nacque a Dudelange il 23 novembre 1912 ed era il settimo degli otto figli di Michel Hengen e Anna Gindt.

### Formazione e ministero sacerdotale
Dopo aver completato la scuola secondaria all'Ateneo di Lussemburgo, iniziò a studiare filosofia e teologia presso la Pontificia Università Gregoriana a Roma. In seguito studiò anche diritto canonico.
Il 27 ottobre 1940 fu ordinato presbitero per la diocesi di Lussemburgo nella chiesa del Gesù a Roma. Celebrò la sua prima messa in patria nella chiesa francescana. Fu solo al termine della seconda guerra mondiale, nel 1945, che celebrò la prima messa nella sua parrocchia di origine,
Dudelange. Il 20 agosto 1945, dopo aver conseguito il dottorato in teologia, il vescovo Joseph Laurent Philippe lo nominò canonico della cattedrale. Il 1º agosto 1949 divenne cancelliere vescovile e il 6 giugno 1955 venne nominato vicario generale. Dal 1955 al 1971 presiedette il consiglio di amministrazione della tipografia Imprimerie Saint Paul.

### Ministero episcopale

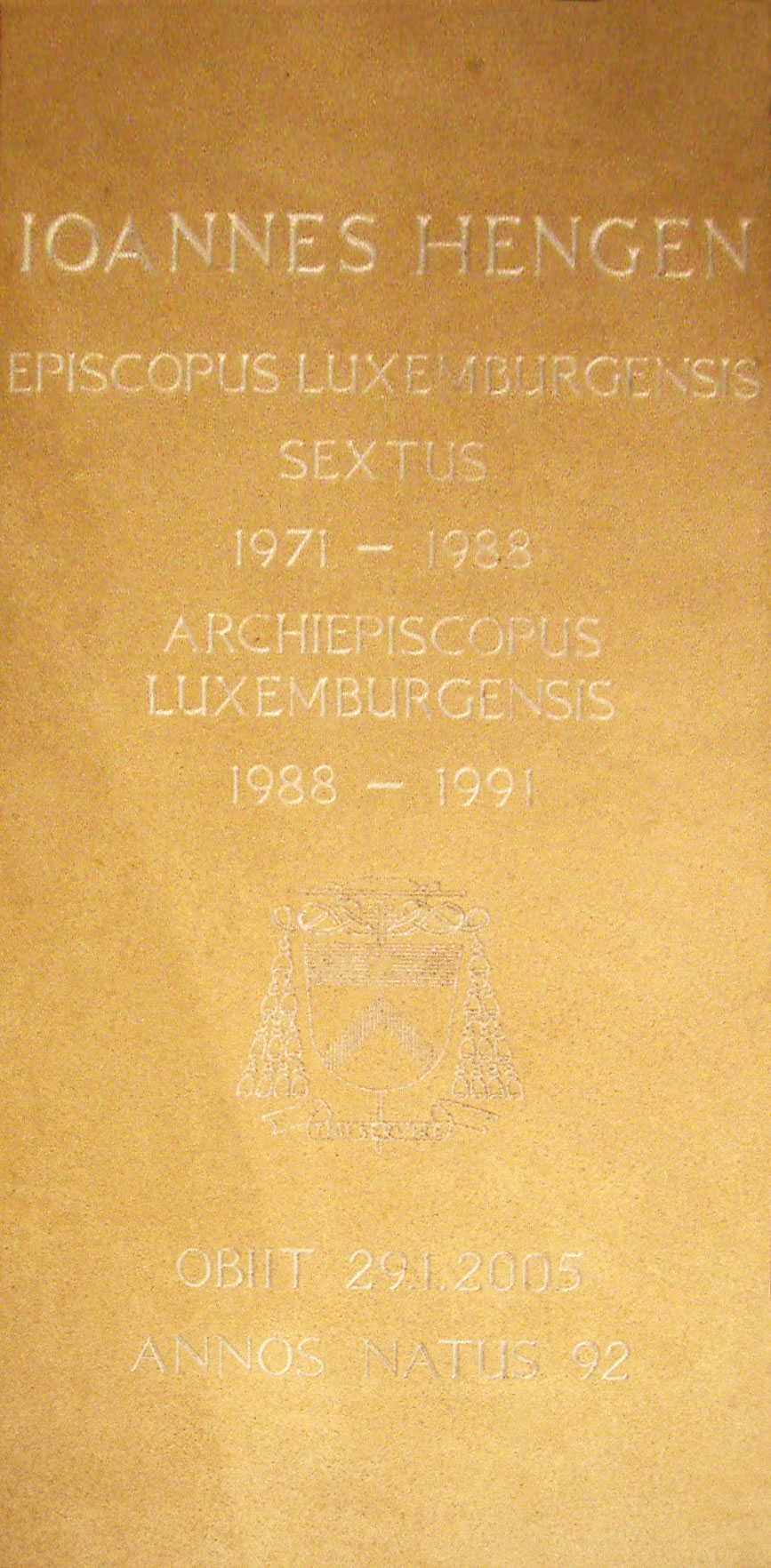
Tomba di monsignor Jean Hengen nella cattedrale di Notre-Dame a Lussemburgo.

L'8 aprile 1967 papa Paolo VI lo nominò vescovo coadiutore di Lussemburgo e titolare di Calama. Ricevette l'ordinazione episcopale il 4 giugno successivo nella cattedrale di Notre-Dame a Lussemburgo dall'arcivescovo di Lussemburgo Léon Lommel, coconsacranti il vicario apostolico di Oslo Jacques Mangers e il vescovo ausiliare di Namur Jean-Baptiste Musty. Come motto episcopale scelse l'espressione "Tibi servire" (per servirvi). Il 12 febbraio 1971 succedette alla medesima sede.
Durante il suo episcopato si adoperò per implementare in diocesi le riforme del Concilio Vaticano II. Monsignor Hengen era un riformatore consapevole della nuova comprensione di una Chiesa radicata e ministrante, solidale, basata su preoccupazioni e bisogni concreti. Frutto tangibile dell'aggiornamento all'interno della Chiesa del paese fu la creazione del consiglio presbiterale, del consiglio pastorale diocesano e dei consigli pastorali parrocchiali, organismi che seppur solamente consultivi permisero ai laici e ai sacerdoti di intervenire con più slancio nella vita della Chiesa. Il 13 maggio 1972 aprì il IV Sinodo diocesano lussemburghese già convocato dal suo predecessore.
Da quando assunse l'incarico, il nuovo stile ecclesiastico di monsignor Hengen si caratterizzò per prudenza e rispetto per il pluralismo sia interno che esterno alla Chiesa. Grazie al suo carattere nazionale, a un maggiore coinvolgimento dei laici nella Chiesa e al dialogo con una società secolarizzata, vennero applicate nuove forme di cura pastorale. Attraverso la sua appartenenza a molte organizzazioni ecclesiali europee, la vocazione internazionale della Chiesa lussemburghese venne pienamente realizzata. Infatti dal 1982 al 1984 fu vicepresidente e dal 1984 al 1990 presidente della Commissione delle conferenze episcopali della Comunità Europea.
Nel 1978 celebrò il terzo centenario dell'elevazione di Maria a patrona del paese.
Quando il Venerdì Santo del 1985 nel vecchio campanile della cattedrale di Notre-Dame a Lussemburgo scoppiò un incendio, monsignor Hengen salvò personalmente la statua della Vergine Maria - un importante simbolo lussemburghese - e in seguito si occupò della pianificazione della ricostruzione. Il 16 maggio dello stesso anno papa Giovanni Paolo II visitò il Lussemburgo ed elevò monsignor Hengen alla dignità arciepiscopale. Il 23 aprile 1988 lo stesso pontefice elevò la diocesi di Lussemburgo ad arcidiocesi.
Jean Hengen fu anche presidente della commissione responsabile della pubblicazione dei libri liturgici in lingua tedesca.
Un grande progetto di monsignor Hengen era la Chiesa al servizio dei giovani. Sotto di lui, nel 1974, iniziò il "Pélé des Jeunes", che ancora oggi si svolge la prima domenica delle celebrazioni dell'Ottava, la terza domenica dopo Pasqua. Altri punti salienti della pastorale giovanile del suo episcopato furono l'incontro dei giovani del paese con papa Giovanni Paolo II ad Echternach durante la visita papale del 1985 e la celebrazione delle Giornate della gioventù (Jugenddag), una versione nazionale delle Giornate mondiali della gioventù.
Il 21 dicembre 1990 papa Giovanni Paolo II accettò la sua rinuncia al governo pastorale dell'arcidiocesi per raggiunti limiti di età. Mentre era arcivescovo cercò sempre di evitare di favorire la sua città natale di Dudelange rispetto ad altre città lussemburghesi. Così, mentre aveva sempre declinato l'invito dell'abate Robert Sibenaler alla messa di Ottava con i pellegrini a Dudelange durante il suo periodo episcopato, partecipò volentieri a questa tradizione dopo il suo ritiro. Dopo la sua morte, vengono sistemati sei fiori nella cripta per il popolo di Dudelange ogni anno dopo la messa di Ottava.
Il 29 ottobre 2000 celebrò il 60º anniversario di sacerdozio. Il 23 novembre 2002 Dudelange lo onorò in occasione del suo 90º compleanno. Fu l'ultima messa che avrebbe celebrato pubblicamente come vescovo. Il 10 maggio 2004 apparì per l'ultima volta in pubblico in occasione della messa di Ottava con i pellegrini di Dudelange. In questa occasione, non indossava le insegne episcopali come il pastorale e la mitra, ma un semplice abito talare e il rocchetto.
Morì all'ospedale di Kirchberg a Lussemburgo alle 12 del 29 gennaio 2005. Le esequie si tennero il 2 febbraio nella cattedrale di Notre-Dame a Lussemburgo. Al termine del rito fu sepolto nella cripta dello stesso edificio.

## Genealogia episcopale e successione apostolica
La genealogia episcopale è:
- Cardinale Scipione Rebiba
- Cardinale Giulio Antonio Santori
- Cardinale Girolamo Bernerio, O.P.
- Arcivescovo Galeazzo Sanvitale
- Cardinale Ludovico Ludovisi
- Cardinale Luigi Caetani
- Cardinale Ulderico Carpegna
- Cardinale Paluzzo Paluzzi Altieri degli Albertoni
- Papa Benedetto XIII
- Papa Benedetto XIV
- Papa Clemente XIII
- Cardinale Bernardino Giraud
- Cardinale Alessandro Mattei
- Cardinale Pietro Francesco Galleffi
- Cardinale Filippo de Angelis
- Cardinale Amilcare Malagola
- Cardinale Giovanni Tacci Porcelli
- Cardinale Fernando Cento
- Vescovo Léon Lommel
- Arcivescovo Jean Hengen

La successione apostolica è:
- Arcivescovo Fernand Franck (1991)